# Egícion
Egícion (en grec antic: Αἱγἱτιον, 'Aigítion', en llatí Aegitium) era una ciutat d'Etòlia, a la frontera amb la Lòcrida, situada entre muntanyes a uns 80 estadis del mar.
Aquí el general atenenc Demòstenes va ser derrotat pels etolis l'any 426 aC, però els seus habitants es van refugiar a les muntanyes i van assetjar contínuament als atenesos fins que es van veure obligats a retirar-se, segons diu Tucídides.